# Alexis Hasselquist
Alexis Sven Theodor Hasselquist, född 26 augusti 1856 i Nöbbele socken, Kronobergs län, död 4 juni 1911 i Stockholm, var en svensk militär, landskapsmålare och etsare.
Hasselquist blev underlöjtnant vid Jönköpings regemente 1879. Han tjänstgjorde vid Generalstabens topografiska avdelning 1884–1897, blev löjtnant 1889 och kapten 1898 (i reserven 1907).
Hasselquist studerade konst i Paris och Wien, lärde sig etsa för Albert Theodor Gellerstedt och deltog i Axel Tallbergs etsningskurs. Han utförde åtskilliga mindre etsningar, mestadels landskap. Som målare ägnade han sig uteslutande åt landskapsmåleri, bland annat med verken Skånskt landskap (1883), Fiskläge (1883) och Höst (1884). Han är representerad på Nationalmuseum och Kungliga Biblioteket.
Hasselquist var disponent för Berlingska boktryckeri- och stilgjuteriaktiebolaget i Lund. Han var även ombudsman hos Allmänna svenska boktryckareföreningen.